# 21 blackjack
21 blackjack (título original: 21) es una película de 2008 dirigida por Robert Luketic (Legally Blonde) y protagonizada por Jim Sturgess, Kevin Spacey, Kate Bosworth y Laurence Fishburne. El filme está inspirado en una historia real, la del MIT Blackjack Team (Equipo de Blackjack del Instituto Tecnológico de Massachusetts y otras universidades líderes), contada en el libro Bringing Down the House de Ben Mezrich, en el cual, utilizaron técnicas de conteo de cartas y estrategias sofisticadas, basadas en matemáticas avanzadas, para vencer a los casinos de todo el mundo, en el Blackjack.

## Argumento
La historia principal se centra en un joven llamado Ben Campbell, un estudiante sobresaliente del Instituto Tecnológico de Massachusetts (MIT) que ha sido aceptado en la Escuela de Medicina de la Universidad de Harvard para estudiar la carrera de medicina, en donde es entrevistado por el decano de la facultad como potencial candidato junto a otros 76 aspirantes para adquirir la Beca Robinson, una prestigiosa beca académica que cubrirá todos los gastos académicos al potencial ganador de la misma. A pesar de que dispone de buenos resultados académicos, el decano le dice a Ben que la competencia por la beca es muy complicada, por lo que le insta a escribir un ensayo que hará de él un "alumno destacado", en otras palabras, un ensayo que impresione al decano de la facultad de medicina de Harvard para obtener la beca.
Durante una clase de matemáticas avanzadas, el Profesor Micky Rosa desafía a Ben a que descifre un problema acerca de tres puertas con cambios variables, pero Ben lo resuelve con éxito y consigue una nota extra de su profesor. Posteriormente, Rosa invita a Ben a convertirse en el quinto miembro del Equipo de Blackjack, un grupo de estudiantes destacados en matemáticas del MIT, abocados a la labor científica e intelectual quienes llevan una vida sin experiencia en actividades sociales y sin mucho éxito con las mujeres, los cuales están conformados por Kianna, Fisher, Choi y Jill Taylor. Sin embargo como Ben esta enfocado en un reciente ascenso de su empleo como vendedor en una tienda de ropa local y en el proyecto que presentará junto a sus amigos Miles Connolly y Cam Kazazi, para la competencia de ciencias 2.09 del MIT, acaba rechazando la oferta de Rosa, pero este último le advierte a Ben que no le cuente a nadie sobre el equipo de Blackjack. Al día siguiente, tras una nueva proposición en una inesperada visita de Jill a la tienda donde él trabaja y ante la necesidad de reunir el dinero requerido para cursar la carrera de medicina en la universidad de Harvard, Ben finalmente acepta unirse al grupo. El equipo utiliza un complejo lenguaje de señas con las manos, "spotters" (observadores), palabras clave y "grandes jugadores" quienes cuentan las cartas y ganan haciendo las apuestas de dinero en varios casinos de Las Vegas. 
Ben actúa de una manera que impresiona a Rosa, provocando algo de celos de su compañero Fisher, quien lo ve como una amenaza. Mientras tanto, Ben comienza a tener una relación más cercana con Jill, hasta que una noche en el casino, un Fisher en estado de ebriedad se sienta en la mesa donde esta Ben y este empieza a hablar acerca del personaje retrasado en la película Rain Man. Pero a raíz de su imprudencia, Fisher derrama su copa sobre la mesa mojando a un jugador y su acompañante, lo que ocasiona una fuerte pelea en la cual sale a relucir un arma de fuego, pero afortunadamente Ben y el resto del equipo aprovechan esta situación para escapar de la escena, mientras que el otro jugador es sacado del casino y arrestado por la policía. Después del infortunado evento, Ben se molesta con Fisher por su tontería previa que casi provoca que los descubran, pero Micky los separa y sin más remedio expulsa a Fisher del equipo por su incompetencia y falta de autocontrol por lo sucedido y lo envía de regreso a casa. Por otro lado, Ben pasa la noche con Jill en una discoteca del hotel y poco después ambos se van a una suite de lujo a pasar un rato juntos. Sin embargo, durante todo ese tiempo, un hombre llamado Cole Williams, un experimentado jefe de seguridad de los casinos que cuenta con un sólido conocimiento en las estrategias y sistemas del conteo de cartas, supervisa de cerca al equipo de Blackjack, en especial a Ben.
Mientras pasan los días, la dedicación de Ben al equipo de Blackjack, su interés en Jill y sus constantes viajes a Las Vegas hacen que Ben empiece a perder el interés en sus estudios, su empleo en la tienda de ropa y su amistad con sus mejores amigos Miles y Cam, además de empezar a perder el interés en el proyecto de robótica que estos presentarían en los próximos días. Este problema se vuelve más evidente un día que Ben regresa al MIT y entrega por accidente a Miles y Cam un microchip equivocado para el proyecto de robótica de la competencia 2.09 del instituto. Sin más remedio y al notar el reciente cambio de personalidad en Ben y su consecuente desinterés en el proyecto, airadamente Miles y Cam deciden dejar fuera del proyecto a Ben, lo que a su vez provoca que este último se retire muy disgustado por lo sucedido. A raíz de su pelea con Miles y Cam, inicia un grave conflicto interno en Ben durante el siguiente viaje a Las Vegas en la que termina perdiendo todo el dinero de sus apuestas que había ganado la noche anterior. Esa noche, un muy disgustado Micky termina expulsando a Ben del equipo por no seguir el protocolo establecido y le exige que le reembolse todo el dinero que había perdido por su falta de atención. Por su parte, Ben les sugiere a sus tres compañeros restantes que apuesten el resto de su dinero para así recuperar todo el que habían perdido previamente, donde solo consigue convencer en primera instancia a Kianna y Choi, sin embargo Jill por su parte se pone algo dudosa y molesta con Ben por su actitud egoísta y arrogante, pero al final también accede a ayudarlo a regañadientes. Poco después deciden ir al Hotel y Casino Riviera, donde comienzan a ganar y recuperar poco a poco el dinero perdido, pero en ese momento y sin que Ben y el resto del equipo lo note, Rosa los delata con el agente Cole, quien rápidamente se acerca a Ben en el casino junto a sus agentes, por lo que el resto del equipo aprovechan esta situación para escapar de la escena, antes de que también fueran atrapados. Minutos más tarde, Ben es llevado a un cuarto secreto en donde el agente Cole y su compañero Terry le empiezan a dar una fuerte golpiza a Ben y le mencionan además de que han estado siguiendo el rastro de Rosa durante más de una década, debido a que quieren tomar represalias contra este último, ya que en su momento el agente Cole también le propinó una fuerte golpiza a Rosa por el mismo caso que a Ben, pero Micky siempre regresaba con las mismas prácticas y lograba salirse con la suya sin importarle las advertencias del agente Cole y de paso le revela que un día cuando este último no estaba trabajando de turno, Rosa le hizo perder una suma de siete cifras en uno de los casinos que este tenía bajo su seguridad y que después de eso nunca más lo volvió a ver, pero aún con todo ello, Ben es dejado en libertad, aunque con una pequeña advertencia calamitosa por parte del agente Cole y su compañero Terry.
Al día siguiente, Ben regresa nuevamente al MIT, encontrando su dormitorio completamente saqueado y de paso descubre también que todas sus ganancias del Blackjack que había escondido en el techo, también habían sido robadas, haciendo que Ben sospeche que Rosa está detrás del saqueo, pero no puede probar nada, además de que este último se aseguró que el joven no aprobara el examen del MIT, el cual es esencial para poder aspirar a la beca de Harvard. Posteriormente, Ben va a visitar a Jill en su casa y le confiesa a esta última que lo ha perdido todo, sus antiguos amigos, su aspiración a Harvard y su dinero, pero no quería perderla a ella también por todos sus errores, por lo que Jill lo perdona y lo consuela en su apartamento por todo lo sucedido. Unos días después, Ben asiste a la competencia 2.09 del MIT y ve como el proyecto de Miles y Cam, el cual Ben abandonó previamente por su vida al Blackjack, es presentado como el proyecto ganador de la competencia y obtienen una prestigiosa beca académica en robótica. Tras la premiación, Ben se reúne con Miles y le pide una enorme disculpa por haberlos abandonado e ignorado a medio proyecto y le menciona que algún día se los compensará, además también les confiesa todo sobre su experiencia vivida en Las Vegas. Aún con todo esto Miles decide aceptar las disculpas de su amigo y le menciona que no importa lo que pase, tanto él como Cam siempre estarán ahí para apoyarlo, aunque también se queda muy impresionado por toda la experiencia que ha vivido Ben en Las Vegas. Más tarde, Ben se reúne con Rosa en un evento de gala de exalumnos y le ofrece una disculpa por lo que pasó previamente y donde también admite que quiere volver al equipo, ofreciéndole un trato: recuperar el dinero que había perdido jugando en las mesas los dos juntos, antes que el sistema de reconocimiento facial se implemente en todos los casinos de Las Vegas y los delate, a cambio de que Rosa lo ayude a recuperar todas sus notas académicas. Ante la ausencia de Fisher y la tentación de obtener una gran suma de dinero, Rosa accede a la oferta. Así y con una nueva visión, Ben lleva a Rosa y al equipo de encubiertos al casino del Hotel y Resort Planet Hollywood en su regreso a Las Vegas. Durante el juego, ellos alcanzan a ganar una suma de $640.000 dólares, sin embargo su suerte se termina cuando estos ven al agente Cole y a varios de sus agentes acercándose a donde ellos están para atraparlos, forzando a Rosa, Ben y Jill a escapar rápidamente con las fichas del casino y comienzan una persecución por todo el casino del hotel. Mientras tratan de despistar a los agentes de Cole, el mismo Rosa les sugiere a Ben y Jill, separarse y les pide que le entregue la bolsa con las fichas, para que así estos puedan distraer a los agentes de Cole y reunirse más tarde en el punto de encuentro acordado, por lo que Ben y Jill acceden y le entregan la bolsa con las fichas a Rosa y huyen rápidamente.  
Finalmente se revela que todo este truco fue solamente un engaño de Rosa y este último se sube a una limusina estacionada en el estacionamiento del hotel y le pide al conductor que lo lleve al aeropuerto, pero mientras Rosa celebraba su aparente éxito, pronto se da cuenta de que en el interior del vehículo se encuentra con el agente Terry y que la bolsa con las fichas de casino había sido intercambiada por una bolsa llena de fichas de chocolate, donde se revela que Ben y Jill se habían anticipado a que Rosa en última instancia los intentaría traicionar de nuevo, por lo que estos habían planeado intercambiar las bolsas mientras eran perseguidos en el casino sin que Rosa lo supiera, el cual queda desconcertado y sorprendido por el engaño, al mismo tiempo también descubre que el conductor de la limusina que acompaña al agente Terry es el gerente del hotel y casino. Por otro lado, Ben y Jill se reúnen con el agente Cole en el estacionamiento del hotel, donde este último los felicita por el gran trabajo hecho y por ayudarlo a atrapar Rosa definitivamente, además de que Ben había cumplido su parte del trato que este último y el agente Cole habían hecho previamente. Resulta que la última vez que ambos se vieron y mientras Cole le propinaba la golpiza a Ben, este último les prometió que les traería personalmente al mismo Rosa y que a cambio de su ayuda, el agente Cole borraría el rostro de Ben y el del resto del equipo de la base de datos de los contadores de cartas, para que así estos pudieran jugar libremente en las salas de los casinos y llevarse sus respectivas ganancias sin ser molestados por nadie. Pero antes de que estos se retiren, el agente Cole cambia el acuerdo con Ben, ya que según él, en su trabajo como agente de seguridad no le darán pensión de jubilación una vez que lo retiren del servicio y le exige a Ben que le entregue la bolsa con las fichas bajo amenaza de pistola, para que entonces puedan quedar libres de restricciones. Por su parte Jill le insiste a Ben que le entregue la bolsa al agente Cole, ya que según ella no valía la pena arriesgarse, por lo que Ben a regañadientes acepta y le entrega la bolsa con las fichas de casino al agente Cole, donde posteriormente ambos se van por caminos separados. Minutos después, Rosa es llevado al mismo cuarto secreto donde tenían cautivo a Ben la primera vez, donde segundos después el agente Cole y su compañero Terry se aparecen y le dan la bienvenida a Rosa, ya que estos querían verlo desde hace mucho tiempo. Rápidamente el mismo Rosa trata de negociar con él sobre cuanto dinero quiere para que este lo deje ir sin hacerle daño, pero el agente Cole le responde que no quiere su dinero, ya que ahora consiguió lo que quería gracias a la ayuda de Ben, además de que también fuerza al mismo Rosa a devolverle todo el dinero que le robó al joven Ben previamente con todos los intereses y también asegurarse de que el joven se gradúe con un 100 del MIT, antes de propinarle una fuerte golpiza y entregarlo a los agentes de hacienda fiscal por evasion de impuestos. Finalmente, Ben y Jill se reúnen con Kianna y Choi en la sala del casino, los cuales también están acompañados por Miles y Cam, estos últimos al igual que Ben, también son buenos en las matemáticas y fueron invitados por su amigo a venir a las salas de casino y ganar algo de dinero en las mesas de juego y entre todos les sonríen alegremente a Ben y Jill, dando a entender que el plan salió como lo esperaban y finalmente todos se retiran de la sala del casino con un aire de satisfacción y felicidad. 
Tiempo después, el nuevo software de reconocimiento facial entra en operaciones en todos los casinos de Las Vegas y a raíz de esto, el agente Cole y su equipo son retirados de su trabajo como agentes de seguridad de los casinos. Posteriormente se ve al mismo Cole disfrutar de su jubilación en unas merecidas vacaciones en la piscina de un hotel de Las Vegas, mientras ve el periódico local. Por otro lado, Ben cierra su historia contando que a pesar de toda esta aventura vivida, tuvo que confesarle toda la verdad a su madre, pero aun con lo acontecido esta perdonó a su hijo y lo siguió amando como siempre, además de que Ben siguió su noviazgo con Jill. Finalmente en la Universidad de Harvard, Ben termina su entrevista con todo el resumen de sus experiencias vividas diciendo: "A lo largo de mi vida gané una fortuna y me la robaron toda, 2 veces." Por supuesto, el decano de la Facultad de Medicina queda muy impresionado por toda la historia y se presume que Ben obtiene la Beca Robinson en Harvard.

## Reparto
| Actor                 | Personaje      | Descripción |
| --------------------- | -------------- | --- |
| Jim Sturgess          | Ben Campbell   | Estudiante del MIT increíblemente bueno con los números, pero que necesita dinero para una beca en Harvard, motivo por el que se convierte en miembro del Equipo de Blackjack (The Blackjack Team). Basado en Jeff Ma. |
| Kate Bosworth         | Jill Taylor    | Miembro del Equipo Blackjack e interés amoroso de Ben. Basado en Jane Willis. |
| Kevin Spacey          | Mickey Rosa    | Profesor de matemáticas y el corrupto líder del Equipo Blackjack. Basado en un compuesto de J.P. Massar y Johnny Chang.                                                                                                |
| Aaron Yoo             | Choi           | Miembro del Equipo Blackjack. |
| Liza Lapira           | Kianna         | Miembro del Equipo Blackjack. |
| Jacob Pitts           | Fisher         | Miembro del Equipo Blackjack. Basado en Mike Aponte. |
| Laurence Fishburne    | Cole Williams  | Jefe de seguridad de los casinos, quien se convierte en el principal enemigo del equipo de Blackjack, en especial de Ben. Basado en un empleado de Griffin Investigations.                                             |
| Jack McGee            | Terry          | Un agente de seguridad de los casinos y compañero de trabajo de Cole Williams. |
| Josh Gad              | Miles Connolly | Mejor amigo de Ben y también estudiante del Instituto Tecnológico de Massachusetts. |
| Sam Golzari           | Cam Kazazi     | Mejor amigo de Ben y estudiante del Instituto Tecnológico de Massachusetts. Basado en Matt Lau. |
| Helen Carey           | Ellen Campbell | Madre de Ben. |
| Colin Angle           | Profesor Hanes | Quien premia al equipo de tecnología por el robot. |
| Roger Dillingham, Jr. | Jefe Bouncer   | Jefe de Cole Williams. |

(No existe información sobre las personas reales).
Este es el tercer film que Spacey y Bosworth protagonizan juntos. El primero fue Beyond the Sea, el cual fue dirigido por Spacey, y el segundo fue Superman Returns (secuela de Superman: The Man of Steel). También es el segundo film de Bosworth y el director Luketic juntos, el primero fue Win a Date with Tad Hamilton!.

## Banda sonora
Lista de canciones
1. The Rolling Stones — "You Can't Always Get What You Want" (remix por Soulwax) (6:07)
2. MGMT — "Time to Pretend" (versión Super Clean) (4:20)
3. LCD Soundsystem — "Big Ideas" (5:41)
4. D. Sardy feat. Liela Moss — "Giant" (3:42)
5. Amon Tobin — "Always" (3:38)
6. Peter Bjorn and John — "Young Folks" (4:37)
7. Junkie XL featuring Electrocute — "Mad Pursuit" (4:16)
8. Get Shakes — "Sister Self Doubt" (4:22)
9. The Aliens — "I Am The Unknown" (5:27)
10. Rihanna — "Shut Up and Drive" (3:34)
11. Knivez Out — "Alright" (3:31)
12. Domino (Jordan Galland) — "Tropical Moonlight" (3:28)
13. Unkle — "Hold My Hand" (4:58)
14. Mark Ronson feat. Kasabian — "L.S.F. (Lost Souls Forever)" (3:32)
15. Broadcast — "Tender Buttons" (2:51)

La canción "Everybody Get Dangerous" de Weezer también apareció en este film, pero no se incluyó en la banda sonora debido a que sería lanzada en el nuevo disco de Weezer, Weezer (the red album). Es la canción que toca la radio cuando están en el club de póquer.